# Kostas Sfikas
Kostas Sfikas (Κώστας Σφήκας,  Atenes, 1927 - 25 de maig de 2009) és un actor, director de cinema i guionista grec.

## Biografia
Kostas Sfikas va començar a treballar com a dependent de correus l'any 1961. Cineasta autodidacte, va debutar amb el curtmetratge To spiti tis idonis. El 1962 va rodar el documental Egainia, el 1963 va participar en el guió de Mikrés Afrodités i, el 1968, de Thiraikos Orthros, un a pel·lícula dirigida per  Stávros Tornés. De la seva visió del materialisme dialèctic al cinema va sorgir la pel·lícula experimental Modelo (To μοντέλο), el 1974, que és una llarga seqüència rodada sobre El capital, de Karl Marx. "Mitropoleis" el 1975 i "Alligoría"  el 1986 també estan inspirades en el marxisme. Kostas Sfikas va rodar " To profitiko pouli ton thlipseon tou Paul Klee" el 1998. A partir de 1976, va rodar diversos episodis per a la sèries de televisió Paraskinio, com Kata Markon evangelio (1979), To montaz tou Eisenstein (1983) o Ο enigmatikos kyrios Ioulios Vern-Nemo - Alligoria II (1993). Kostas Sfikas també és actor en diverses pel·lícules.
Modelo (1974) és una fotografia fixa, en colors negatius o primaris, sense so. A l'esquerra de la imatge, una filera de màquines, a la dreta un passadís amb pòrtic, al fons, una passarel·la. De vegades, siluetes monocromes creuen la pantalla a la passarel·la o al passadís; objectes de colors es mouen en una cinta transportadora. Es tracta de posar una obra filosòfica al cinema, en aquest cas El capital de Karl Marx. Segons Savas Michaïl, en un text per a la retrospectiva Sfikas al Festival Internacional de Cinema de Tessalònica de 1993, "Modelo és la mateixa durada a la pel·lícula." La pel·lícula mostra l'acumulació de temps en un producte, mesurant l'acumulació de la quantitat de temps de treball i, per tant, el valor.  A Alligoría de 1986, Kostas Sfikas evoca d'una manera postmodernista, basant-se en la paraula "al·legoria" que es remunta en llengua grega al període hel·lenístic, l'evolució dialèctica de Grècia a través del temps, des de l'Antiguitat fins a la dècada del 1980.

## Premis
Amb les seves pel·lícules experimentals i d'avantguarda ha guanyat diversos premis, inclosos els del Festival Internacional de Cinema de Tessalònica i el Festival Internacional de Cinema de Berlín. El 1974, "Modelo" va rebre el premi a la millor pel·lícula artística al Festival de Cinema Grec.

## Filmografia
Com a director
- 1961 : To spiti tis idonis, curtmetratge dramàtic.
- 1962 : Egainia, curtmetratge documental.
- 1963 : Anamoni, curtmetratge documental.
- 1968 : Thiraikos Orthros, curtmetratge documental, codirigida amb Stávros Tornés.
- 1974 : Modelo (To μοντέλο), pel·lícula experimental.
- 1975 : Mitropoleis.
- 1975 : To Aigaio mas, curtmetratge documental.
- 1976 : Enas hronos, curtmetratge documental.
- 1976-1993 : Paraskinio, sèrie de televisió.
- 1977 : Mia seira grammatosimon, curtmetratge documental.
- 1978 : Dianomeis, curtmetratge.
- 1979 : Kata Markon evangelio.
- 1983 : To montaz tou Eisenstein.
- 1986 : Alligoría, amb Thomas Bontinas, Panos Chalkos i Mich. Galnakis.
- 1993 : Ο enigmatikos kyrios Ioulios Vern-Nemo - Alligoria II.
- 1995 : To profitiko pouli ton thlipseon tou Paul Klee.
- 1998 : Promithefs enantiodromon.
- 2002 : I gynaika tis... kai o syllektis - Alligoria III.
- 2006 : Metamorfosi.

Guionista
- 1961 : To spiti tis idonis, curtmetratge policial dramàtic.
- 1962 : Egainia, curtmetratge documental.
- 1963 : Anamoni, curtmetratge documental.
- 1963 : Mikrés Afrodités (Mikres Aphrodites), drama romàntic, cosguionist amb Vassilis Vassiliko.
- 1968 : Thiraikos Orthros, curtmetratge documental.
- 1968 : Kierion, film policial de Dimos Theos
- 1974 : Modelo (To μοντέλο), pel·lícula experimental.
- 1975 : Mitropoleis.
- 1977 : Mia seira grammatosimon, curtmetratge documental.
- 1978 : Dianomeis, curtmetratge.
- 1986 : Alligoría, amb Thomas Bontinas, Panos Chalkos i Mich. Galnakis .
- 1995 : To profitiko pouli ton thlipseon tou Paul Klee.
- 1998 : Promithefs enantiodromon.
- 2002 : I gynaika tis... kai o syllektis - Alligoria III.
- 2006 : Metamorfosi.

Acto r
- 1968 : Kierion,
- 1972 : Meta 40 meres, curtmetratge.
- 1972 : Meres tou '36, drama històric.
- 1974 : Mi, curtmetratge.
- 1976 : Diadikasia, film d'aventures dramàtic de Dimosthenis Theos- Kinyras.
- 1977 : Ta hromata tis iridos, drama policial de Nikos Panayotopoulos.
- 1978 : Oi tembelides tis eforis koiladas, comèdia dramàtica de Nikos Panayotopoulos.
- 1979 : Anatoliki perifereia, comèdia.
- 1980 : Melodrama?, drama romàntic de Nikos Panayotopoulos.
- 1981 : Oi dromoi tis agapis einai nyhterinoi, drama.
- 1982 : Repo, comèdia dramàtica.
- 1987 : Olga, curtmetratge.
- 1987 : I gynaika pou evlepe ta oneira, drame fantastique.
- 1987 : En perilipsei, curtmetratge - Voix du narrateur.
- 1992 : Cinématon numéro 1567 de Gérard Courant - Autoretrat.
- 1995 : Meres orgis, ena rekviem gia tin Evropi, documental d'animació de Vassilis Mazomenos - Narrafdr.
- 1996 : Stagona ston okeano, drama romàntic d'Eleni Alexandrakis.
- 1996 : O thriamvos tou hronou , documental d'animació de Vassilis Mazomenos - Narrador.
- 1996 : Mi mou aptou, comèdia dramàtica de Dimitris Yiatzouzakis - Sotiris Sibouras.
- 1998 : Promithefs enantiodromon.
- 2000 : Fotagogos, curtmetratge fantàstic.
- 2001 : See No Evil, curtmetratge.
- 2007 : Diethnes Festival Kinimatografou Thessalonikis - 11+1 kinimatografistes, documental

Productor
- 1975 : To Aigaio mas, curtmetratge documental.
- 2006 : Metamorfosi.